# Toninho dos Santos
Antônio Teodoro dos Santos Filho, meglio noto come Toninho dos Santos (Ivaiporã, 29 maggio 1965), è un ex calciatore brasiliano, di ruolo attaccante.

## Caratteristiche tecniche
È un ex Attaccante.

## Palmarès

### Competizioni nazionali
- Copa Chile: 1

Colo-Colo: 1994

### Competizioni internazionali
- CONCACAF Champions' Cup: 1

América: 1990
- Coppa Interamericana: 1

América: 1990